# Einar Böök
Einar Böök, född 10 november 1874 i Helsingfors, död 2 januari 1957, var en finländsk ämbetsman och politiker. Han var son till Emil Böök.
Böök blev filosofie kandidat 1895 och juris kandidat 1902. Han bedrev omfattande socialpolitiska och ekonomiska studier i utlandet, och blev därefter flitigt anlitad i olika sociala och kommunalpolitiska inrättningar i Helsingfors. Han var överdirektör i Socialstyrelsen 1918–1922, referendarieråd i socialministeriet 1923–1942 och socialminister 1924. Han tjänstgjorde även som regeringens representant vid Nationernas förbunds möten i Genève 1920 och 1921 samt fungerade som ordförande i Östersjöstaternas och Norges antismugglingskonferens i Helsingfors 1924.

## Utmärkelser
- Kommendörstecknet av I klass av Finlands Vita Ros’ orden[1]
- Riddare av 1. klass av Nordstjärneorden[1]
- Kommendör av Sankt Olavs orden[1]
- Tre Stjärnors orden, andra klass[1]
- Kommendör av Dannebrogorden[1]

[Redigera Wikidata]